# گوئنائل اوبری
گوئنائل اوبری (به فرانسوی: Gwenaëlle Aubry) رمان‌نویس و فیلسوف قرن بیستم میلادی اهل فرانسه است.